# Fat Lip
Singles de Sum 41
Makes No difference
(2000) In too Deep
(2001)
Fat Lip est le deuxième single du groupe de punk rock canadien Sum 41. Il est le premier single extrait de l'album All Killer, No Filler.

## Clip vidéo
Le clip commence dans une épicerie, où Deryck, Dave et Stevo32 chantent a cappella les paroles de What We're All About, leur futur single, pendant que Jason fait du beatbox. Le groupe joue par la suite en extérieur lors d'un concert.

## Liste des titres
1. "Fat Lip" (3:04)
2. "Makes No Difference" (3:12)
3. "What I Believe" (2:52)
4. "Machinegun" (2:30)

## Charts
- États-Unis : 66#
- États-Unis Rock : 1#
- Royaume-Uni : 8#

## Sortie
- 3 juin 2001 :  États-Unis
- 1er octobre 2001  Royaume-Uni